# Заслуженный юрист Российской Федерации
«Заслуженный юрист Российской Федерации» — почётное звание, входящее в систему государственных наград Российской Федерации.

## Основания для присвоения
Звание «Заслуженный юрист Российской Федерации» присваивается высокопрофессиональным юристам за личные заслуги:
- в формировании правового государства и совершенствовании национального российского законодательства с целью создания равных правовых условий для всестороннего развития граждан и организаций;
- в защите прав, свобод и законных интересов граждан Российской Федерации и иностранных граждан, находящихся на территории Российской Федерации;
- в укреплении законности, правопорядка и конституционного строя Российской Федерации;
- в развитии юридических наук на базе отечественных юридических школ, направленном на достижение общесоциального прогресса;
- в повышении правовой культуры в обществе, а также в борьбе с последствиями правового нигилизма, выраженными в незнании, пренебрежении или сознательном отрицании действующих законов и правовых актов, регулирующих все сферы жизнедеятельности граждан;
- в подготовке квалифицированных юридических кадров.

Почётное звание «Заслуженный юрист Российской Федерации» присваивается, как правило, не ранее чем через 20 лет с начала ведения юридической практики или занятия юридической наукой в российских организациях и при наличии у представленного к награде лица наград (поощрений) федеральных органов государственной власти или органов государственной власти субъектов Российской Федерации.

## Порядок присвоения
Почётные звания Российской Федерации присваиваются указами Президента Российской Федерации на основании представлений, внесённых ему по результатам рассмотрения ходатайства о награждении и предложения Комиссии при Президенте Российской Федерации по государственным наградам.

## История звания
Почётное звание «Заслуженный юрист Российской Федерации» установлено Указом Президента Российской Федерации от 30 декабря 1995 года № 1341 «Об установлении почётных званий Российской Федерации, утверждении положений о почётных званиях и описания нагрудного знака к почётным званиям Российской Федерации». Тем же указом утверждено первоначальное Положение о почётном звании, в котором говорилось:
Почётное звание «Заслуженный юрист Российской Федерации» присваивается высокопрофессиональным юристам за заслуги в укреплении законности и правопорядка, защите прав и законных интересов граждан, формировании правового государства, развитии юридических наук, подготовке юридических кадров, работающим по специальности 15 и более лет.
В настоящем виде Положение о почётном звании утверждено Указом Президента Российской Федерации от 7 сентября 2010 года № 1099 «О мерах по совершенствованию государственной наградной системы Российской Федерации».

## Нагрудный знак
Нагрудный знак имеет единую для почётных званий Российской Федерации форму и изготавливается из серебра высотой 40 мм и шириной 30 мм. Он имеет форму овального венка, образуемого лавровой и дубовой ветвями. Перекрещенные внизу концы ветвей перевязаны бантом. На верхней части венка располагается Государственный герб Российской Федерации. На лицевой стороне, в центральной части, на венок наложен картуш с надписью — наименованием почётного звания.
На оборотной стороне имеется булавка для прикрепления нагрудного знака к одежде. Нагрудный знак носится на правой стороне груди.

## Переходный период
В России до принятия Указа Президента Российской Федерации от 30 декабря 1995 года № 1341 действовали правовые акты об установлении почётных званий РСФСР. После изменения наименования государства с «Российская Советская Федеративная Социалистическая Республика» на «Российская Федерация» (см. Закон РСФСР от 25 декабря 1991 года № 2094-I) в названиях всех почётных званий наименование «РСФСР» было заменено словами «Российской Федерации», таким образом, с 1992 года до 30 марта 1996 года производилось присвоение однотипного почётного звания РСФСР, существовавшего с 1966 года, с тождественным современному наименованием.